# Cabanillas de la Sierra
Cabanillas de la Sierra là một đô thị trong Cộng đồng Madrid, Tây Ban Nha. Đô thị này có diện tích 14,07 km², dân số theo điều tra năm 2010 của Viện thống kê quốc gia Tây Ban Nha là 743 người. Đô thị này nằm ở khu vực có độ cao 900 mét trên mực nước biển.